# Partecipanti al Giro del Belgio 2024
Elenco dei partecipanti al Giro del Belgio 2024.
Il Giro del Belgio 2024 è stato la novantatreesima edizione della corsa. Alla competizione presero parte ventiquattro squadre: nove con licenza UCI World Tour 2024, nove UCI ProTeam e sei UCI Continental Team.
Accreditati alla partenza 166 ciclisti.

## Corridori per squadra
Nota: R ritirato, NP non partito, FT fuori tempo, SQ squalificato
| Alpecin-Deceuninck              | Alpecin-Deceuninck              | Alpecin-Deceuninck              | Soudal Quick-Step      | Soudal Quick-Step      | Soudal Quick-Step      | Team Visma-Lease a Bike    | Team Visma-Lease a Bike    | Team Visma-Lease a Bike    |
| ------------------------------- | ------------------------------- | ------------------------------- | ---------------------- | ---------------------- | ---------------------- | -------------------------- | -------------------------- | -------------------------- |
| N°                              | Ciclista                        | Clas.                           | N°                     | Ciclista               | Clas.                  | N°                         | Ciclista                   | Clas.                      |
| 1                               | Jasper Philipsen                | 4°                              | 11                     | Tim Merlier            | 73°                    | 21                         | Olav Kooij                 | 84°                        |
| 2                               | Quinten Hermans                 | 32°                             | 12                     | Kasper Asgreen         | 6°                     | 22                         | Tosh Van Der Sande         | 94°                        |
| 3                               | Senne Leysen                    | 99°                             | 13                     | Josef Černý            | 103°                   | 23                         | Edoardo Affini             | 97°                        |
| 4                               | Robbe Ghys                      | 75°                             | 14                     | Pepijn Reinderink      | 38°                    | 24                         | Mick van Dijke             | 29°                        |
| 5                               | Jonas Rickaert                  | 79°                             | 15                     | Bert Van Lerberghe     | 82°                    | 25                         | Colby Simmons              | 77°                        |
| 6                               | Ramon Sinkeldam                 | 66°                             | 16                     | Warre Vangheluwe       | 130°                   | 26                         | Julien Vermote             | NP3ª                       |
| 7                               | Gianni Vermeersch               | 34°                             | 17                     | Martin Svrček          | 59°                    | 27                         | Per Strand Hagenes         | 9°                         |
| Intermarché-Wanty               | Intermarché-Wanty               | Intermarché-Wanty               | Lidl-Trek              | Lidl-Trek              | Lidl-Trek              | Arkéa-B&B Hotels           | Arkéa-B&B Hotels           | Arkéa-B&B Hotels           |
| N°                              | Ciclista                        | Clas.                           | N°                     | Ciclista               | Clas.                  | N°                         | Ciclista                   | Clas.                      |
| 31                              | Gerben Thijssen                 | 105°                            | 41                     | Jasper Stuyven         | 5°                     | 51                         | Jenthe Biermans            | 57°                        |
| 32                              | Mike Teunissen                  | 42°                             | 42                     | Edward Theuns          | 71°                    | 52                         | Łukasz Owsian              | R 5ª                       |
| 33                              | Rune Herregodts                 | NP5ª                            | 43                     | Tim Declercq           | 50°                    | 53                         | Matis Louvel               | 47°                        |
| 34                              | Laurenz Rex                     | 52°                             | 44                     | Dario Cataldo          | 101°                   | 54                         | Luca Mozzato               | NP4ª                       |
| 35                              | Lorenzo Rota                    | 20°                             | 45                     | Daan Hoole             | 14°                    | 55                         | Donavan Grondin            | 81°                        |
| 36                              | Dries De Pooter                 | 93°                             | 46                     | Fabio Felline          | 39°                    | 56                         | Alan Riou                  | R 5ª                       |
| 37                              | Gijs Van Hoecke                 | 80°                             | 47                     | Mathias Vacek          | 2°                     | 57                         | Miles Scotson              | 74°                        |
| Decathlon AG2R La Mondiale Team | Decathlon AG2R La Mondiale Team | Decathlon AG2R La Mondiale Team | Movistar Team          | Movistar Team          | Movistar Team          | Team DSM-Firmenich PostNL  | Team DSM-Firmenich PostNL  | Team DSM-Firmenich PostNL  |
| N°                              | Ciclista                        | Clas.                           | N°                     | Ciclista               | Clas.                  | N°                         | Ciclista                   | Clas.                      |
| 61                              | Benoît Cosnefroy                | 36°                             | 71                     | Alex Aranburu          | 3°                     | 81                         | John Degenkolb             | 43°                        |
| 62                              | Dries De Bondt                  | 60°                             | 72                     | Mathias Norsgaard      | 76°                    | 82                         | Robbe Dhondt               | 133°                       |
| 63                              | Sander De Pestel                | 30°                             | 73                     | Carlos Canal           | 13°                    | 84                         | Johan Dorussen             | R 4ª                       |
| 64                              | Pierre Gautherat                | 12°                             | 74                     | Rémi Cavagna           | 61°                    | 85                         | Patrick Eddy               | 132°                       |
| 65                              | Aurélien Paret-Peintre          | 19°                             | 75                     | Sergio Samitier        | 92°                    | 86                         | Fabio Jakobsen             | 131°                       |
| 66                              | Valentin Retailleau             | R 5ª                            | 76                     | Iván Romeo             | 15°                    | 87                         | Bram Welten                | 121°                       |
| 67                              | Damien Touzé                    | 8°                              | 77                     | Gonzalo Serrano        | R 5ª                   |                            |                            |                            |
| Team Flanders-Baloise           | Team Flanders-Baloise           | Team Flanders-Baloise           | Bingoal WB             | Bingoal WB             | Bingoal WB             | Lotto Dstny                | Lotto Dstny                | Lotto Dstny                |
| N°                              | Ciclista                        | Clas.                           | N°                     | Ciclista               | Clas.                  | N°                         | Ciclista                   | Clas.                      |
| 91                              | Kamiel Bonneu                   | 95°                             | 101                    | Cériel Desal           | 68°                    | 111                        | Brent Van Moer             | 11°                        |
| 92                              | Lars Craps                      | 123°                            | 102                    | Louka Matthys          | 64°                    | 112                        | Alec Segaert               | 7°                         |
| 93                              | Lindsay De Vylder               | 125°                            | 103                    | Nathan Vandepitte      | R 4ª                   | 113                        | Sébastien Grignard         | 44°                        |
| 94                              | Jules Hesters                   | NP3ª                            | 104                    | Sasha Weemaes          | R 4ª                   | 114                        | Logan Currie               | 25°                        |
| 95                              | Elias Maris                     | 17°                             | 105                    | Luca Van Boven         | 31°                    | 115                        | Liam Slock                 | 98°                        |
| 96                              | Vincent Van Hemelen             | 45°                             | 106                    | Kenneth Van Rooy       | 62°                    | 116                        | Lionel Taminiaux           | 63°                        |
| 97                              | Ward Vanhoof                    | 40°                             | 107                    | Loïc Vliegen           | R 4ª                   | 117                        | Jenno Berckmoes            | 18°                        |
| Israel-Premier Tech             | Israel-Premier Tech             | Israel-Premier Tech             | TotalEnergies          | TotalEnergies          | TotalEnergies          | Uno-X Mobility             | Uno-X Mobility             | Uno-X Mobility             |
| N°                              | Ciclista                        | Clas.                           | N°                     | Ciclista               | Clas.                  | N°                         | Ciclista                   | Clas.                      |
| 121                             | Joseph Blackmore                | 26°                             | 131                    | Pierre Latour          | R 4ª                   | 141                        | Jonas Abrahamsen           | 67°                        |
| 122                             | Pier-André Côté                 | 10°                             | 132                    | Geoffrey Soupe         | 112°                   | 142                        | Martin Urianstad           | 111°                       |
| 123                             | Oded Kogut                      | 102°                            | 133                    | Thomas Gachignard      | 22°                    | 143                        | Stian Fredheim             | 127°                       |
| 124                             | Guy Sagiv                       | 119°                            | 134                    | Émilien Jeannière      | 24°                    | 144                        | William Blume Levy         | 96°                        |
| 125                             | Guillaume Boivin                | 33°                             | 135                    | Jason Tesson           | 110°                   | 145                        | Erik Resell                | 88°                        |
| 126                             | Riley Sheehan                   | 16°                             | 136                    | Anthony Turgis         | 87°                    | 146                        | Rasmus Tiller              | 37°                        |
| 127                             | Tom Van Asbroeck                | 41°                             | 137                    | Dries Van Gestel       | 23°                    | 147                        | Søren Wærenskjold          | 1°                         |
| TDT-Unibet                      | TDT-Unibet                      | TDT-Unibet                      | Team Novo Nordisk      | Team Novo Nordisk      | Team Novo Nordisk      | Team Polti Kometa          | Team Polti Kometa          | Team Polti Kometa          |
| N°                              | Ciclista                        | Clas.                           | N°                     | Ciclista               | Clas.                  | N°                         | Ciclista                   | Clas.                      |
| 151                             | Jelle Johannink                 | NP4ª                            | 161                    | Sam Brand              | 122°                   | 171                        | Davide Bais                | 27°                        |
| 152                             | Tomáš Kopecký                   | R 2ª                            | 162                    | Alex Perracchione      | 116°                   | 172                        | Erik Fetter                | 28°                        |
| 153                             | Axel Huens                      | 55°                             | 163                    | Quinten De Graeve      | 115°                   | 173                        | Davide De Cassan           | 58°                        |
| 154                             | Hartthijs de Vries              | R 5ª                            | 164                    | Declan Irvine          | 126°                   | 175                        | Andrea Pietrobon           | 46°                        |
| 155                             | Nicklas Pedersen                | 108°                            | 165                    | Matyáš Kopecký         | 65°                    | 176                        | Javier Serrano             | 51°                        |
| 156                             | Abram Stockman                  | 54°                             | 166                    | Andrea Peron           | R 3ª                   | 177                        | Diego Sevilla              | 86°                        |
| 157                             | Andreas Stokbro                 | 21°                             | 167                    | Nathan Smith           | 134°                   |                            |                            |                            |
| Baloise Trek Lions              | Baloise Trek Lions              | Baloise Trek Lions              | Pauwels Sauzen-Bingoal | Pauwels Sauzen-Bingoal | Pauwels Sauzen-Bingoal | BEAT Cycling               | BEAT Cycling               | BEAT Cycling               |
| N°                              | Ciclista                        | Clas.                           | N°                     | Ciclista               | Clas.                  | N°                         | Ciclista                   | Clas.                      |
| 181                             | Olivier Godfroid                | 90°                             | 191                    | Yordi Corsus           | R 4ª                   | 201                        | Michiel Coppens            | 118°                       |
| 182                             | David Haverdings                | 89°                             | 192                    | Kay De Bruyckere       | 78°                    | 202                        | Stijn Appel                | 113°                       |
| 183                             | Joris Nieuwenhuis               | 53°                             | 193                    | Kenay De Moyer         | 107°                   | 203                        | Jochem Kerckhaert          | 106°                       |
| 184                             | Pim Ronhaar                     | NP1ª                            | 194                    | Eli Iserbyt            | 35°                    | 204                        | Wessel Krul                | NP3ª                       |
| 185                             | Seppe Van Den Boer              | 83°                             | 195                    | Yorben Lauryssen       | 124°                   | 205                        | Lars Loohuis               | R 4ª                       |
| 186                             | Lars van der Haar               | 56°                             | 196                    | Wies Nuyens            | 114°                   | 206                        | Jeroen Van Krimpen         | 120°                       |
| 187                             | Maarten Verheyen                | R 5ª                            | 197                    | Michael Vanthourenhout | 85°                    | 207                        | Daan van Sintmaartensdijk  | R 4ª                       |
| Philippe Wagner-Bazin           | Philippe Wagner-Bazin           | Philippe Wagner-Bazin           | Tarteletto-Isorex      | Tarteletto-Isorex      | Tarteletto-Isorex      | VolkerWessels Cycling Team | VolkerWessels Cycling Team | VolkerWessels Cycling Team |
| N°                              | Ciclista                        | Clas.                           | N°                     | Ciclista               | Clas.                  | N°                         | Ciclista                   | Clas.                      |
| 211                             | Pierre Barbier                  | R 4ª                            | 221                    | Robbe Claeys           | 49°                    | 231                        | Finn Crockett              | 100°                       |
| 212                             | Rudy Barbier                    | R 4ª                            | 222                    | Maxime De Poorter      | R 3ª                   | 232                        | Stijn Daemen               | 69°                        |
| 213                             | Enrico Dhaeye                   | R 5ª                            | 223                    | Timothy Dupont         | R 4ª                   | 233                        | Sam Gademan                | 128°                       |
| 214                             | Quentin Bezza                   | R 5ª                            | 224                    | Gianni Marchand        | 72°                    | 234                        | Jasper Haest               | 48°                        |
| 215                             | Gwen Leclainche                 | 129°                            | 225                    | Thomas Joseph          | 109°                   | 235                        | Max Kroonen                | 135°                       |
| 216                             | Tristan Scherpenbergh           | 136°                            | 226                    | Jacob Relaes           | 117°                   | 236                        | Jago Willems               | 70°                        |
| 217                             | Kasper Saver                    | 104°                            | 227                    | Mauro Verwilt          | 91°                    | 237                        | Thimo Willems              | R 5ª                       |